# Acer hillsi
Acer hillsi — це вимерлий вид клена, описаний з однієї викопної самари. Вид відомий виключно з ранньоеоценових відкладень, відкритих на північному сході штату Вашингтон, Сполучені Штати, і в прилеглій частині південно-центральної Британської Колумбії, Канада. Це один із лише двох видів, що належать до вимерлої секції Stewarta.

## Опис
Самари A. hillsi мають нечіткий фланець уздовж помітно асиметрично роздутого горішка та гостро розходяться вени, які рідко анастомують. Загальна форма горішка яйцеподібна. Загальна довжина самари становить приблизно 2.5 сантиметра, а ширина крила 1.0 сантиметр. Парні самари цього виду мають кут прикріплення 40°, а дистальна частина горішка і крила утворюють широку борозну. Хоча морфологія дуже схожа на A. stewarti, два споріднених види можна розділити за загальною морфологією горішка, причому A. hillsi має асиметрично роздутий горішок більш яйцюватої форми, тоді як A. stewarti має повністю роздутий горішок круглого контуру.